# Académie culturelle d'État de Kharkiv
L'académie culturelle d'État de Kharkiv en ukrainien : Харківська державна академія культури
en russe : Харьковская государственная академия культуры, sise dans le raïon de Chevtchenko de la ville de Kharkiv, est une des principales universités de la ville.

## Histoire
Elle a été fondée en 1929 comme Institut d'éducation politique.
En 1964 elle devint l'institut culturel d'État de Kharkiv pour prendre en 1998 son nom actuel.

## Organisation
Il y a huit facultés dans cette université.

## Professeurs
- Viktor Skoumine enseignant de 1990 à 1994.

## Bâtiments

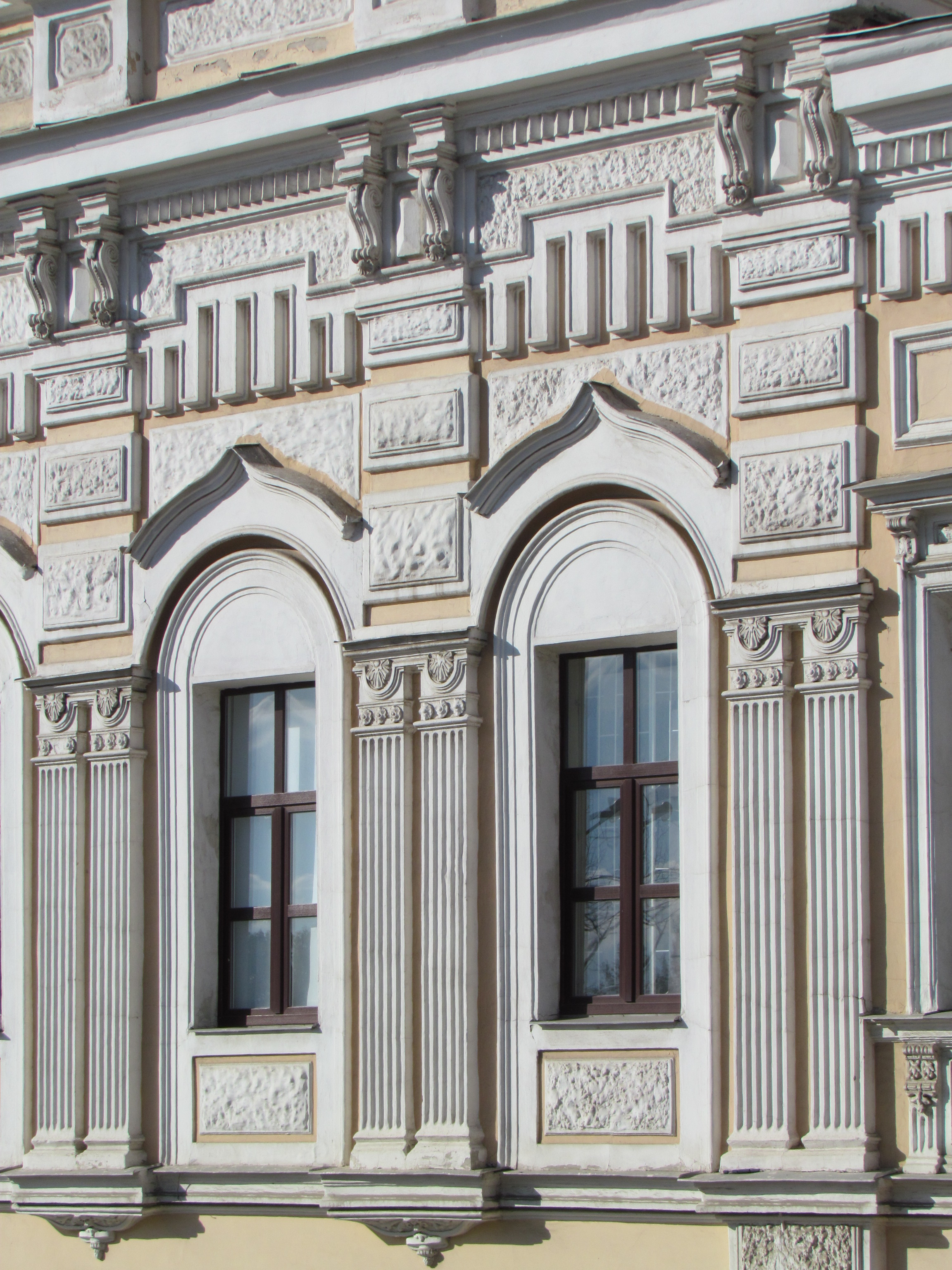
Détail du bâtiment principal de la Descente Boursatski classé[1].
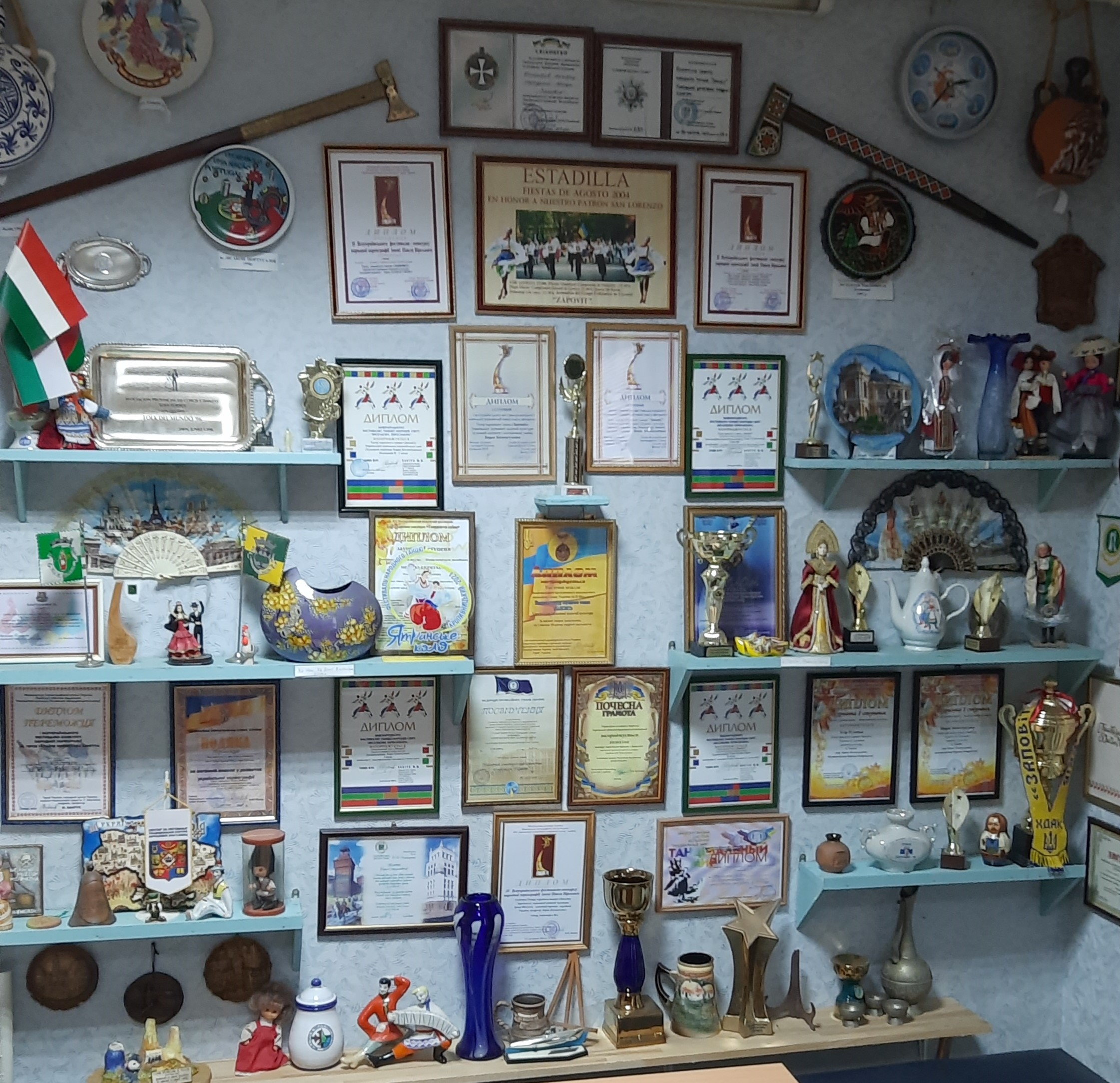
Le musée de la danse.